# 西小門洞
西小門洞（：／ Seosomun dong */?），是位于韩国首尔中区的一个法定洞，隶属于小公洞。

## 概況
本洞位于小公洞中部。本洞東面與太平路2街、西面與巡和洞、南面與南大門路4街、北面與貞洞相接。

## 歷史
- 1396年，为汉城府下辖的皇華坊和養生坊的一部分。
- 1751年，成立西小門契和小貞洞契，隶属于南部的皇華坊；成立太平館契和倉洞契，隶属于西部的養生坊。
- 1894年，甲午更张导致行政区划改编，变为倭松洞、鶴橋洞、內泉洞、館井洞、司倉洞、小貞洞、太平洞和生祠洞。
- 1910年10月，變為京畿道京城府的一部分。
- 1914年，西小門洞、倭松洞、鶴橋洞、內泉洞、館井洞、司倉洞、小貞洞、太平洞和生祠洞合併為西小門町。
- 1943年6月，被劃為中区的一部分。
- 1946年，改為現在名稱。
- 1975年，被劃入至小公洞管轄。

## 建築
- 昭義門遺址
- 太平館遺址